# Тарас Бульба (фильм, 2009)
«Тарас Бульба» — художественный фильм, экранизация одноимённой повести (в редакции 1842 года) Николая Васильевича Гоголя, снятый Владимиром Бортко в 2008 году. Сюжет фильма имеет значительные отличия от оригинальной повести. Производство студии «Арк фильм» по заказу телеканала «Россия» и кинокомпании «Централ партнершип». Премьера фильма состоялась 2 апреля 2009 года.

По фильму была создана компанией Burut одноимённая видеоигра для платформы Microsoft Windows.

## Сюжет
Действие фильма происходит в XVII веке. Сам фильм начинается с речи Тараса Бульбы о товариществе, с которой он выступает перед запорожскими казаками возле стен польской крепости.
Тарас Бульба — уманский казачий полковник — на своём хуторе встречает сыновей, которых он послал учиться в Киев два года назад. Он с волнением смотрит на них — смогут ли, как он, стать достойными защитниками своей земли и веры. Старый атаман устраивает испытание для своих сыновей и, воткнув саблю в землю, говорит такие слова: «Ваша нежба — чистое поле да добрый конь: вот ваша нежба! А видите вот эту саблю? вот ваша матерь!»
Бульба не знает, что в Киеве Андрий встретил Эльжбету — дочь знатного польского шляхтича, воеводы Мазовецкого, и безответно влюбился в неё. Тарас решает отправить сыновей в Запорожскую Сечь, и сам хочет сопровождать их. Старый казак не может спокойно оставаться дома, зная, что его земля подвергается насилию и унижению со стороны иноземцев.
Предающаяся гульбе Запорожская Сечь произвела большое впечатление на сыновей Тараса, но огорчила полковника: он понимает, что в безделии и пьянстве казачье войско разлагается, и смещает старого кошевого атамана, склонного к сотрудничеству с врагами. Запорожцы, желая повоевать с турками, пишут турецкому султану насмешливо-оскорбительное письмо и избирают нового атамана — Кирдягу, давнего товарища Тараса. Однако в это время с хутора Бульбы приходят горестные вести: в его отсутствие поляки напали на его дом, убили его жену и работников. Уцелевшие крестьяне, прибывшие в Сечь с трупом жены Тараса рассказывают, как поляки повсюду издеваются над православными, зверски убивают их и угоняют в плен. Войско запорожцев тут же принимает решение выступить на борьбу с Польшей, осадив Дубно — богатый польский город. Однако штурм проваливается, и запорожцы переходят к правильной осаде города, разоряя округу. Через некоторое время в осаждённом городе начинается голод.
К Андрию приходит служанка изнемогающей от голода Эльжбеты, татарка, прося его дать хлеба. Андрий, взяв мешок с хлебом, пробирается в город по потайному ходу, хотя его и замечает на время очнувшийся от сна Тарас. Молодой казак после встречи с панночкой решает перейти на сторону поляков и проводит время с дочкой воеводы в интимной обстановке. Далее в город вступают польские силы, внезапным ударом прорвавшие кольцо осады и взявшие военнопленных, а Бульба узнает от еврея Янкеля о предательстве Андрия.
В то же время казаки узнаю́т, что татары разграбили Сечь, и разделяют свои силы. Кошевой атаман идет в поход против татар, а Бульба остаётся под стенами города. Дубенский воевода решает разбить казаков. Поляки выходят из города, и начинается битва, во время которой убиты многие атаманы, в том числе и Мосий Шило. Сам Тарас воодушевляет казаков: «Есть ещё порох в пороховницах? Не ослабела ли козацкая сила? Не гнутся ли козаки?»
После гибели атамана Бородатого Остап становится куренным. Казаки разбивают польских жолнёров и ополченцев, но из города выходит хоругвь крылатых гусар во главе с Андрием. Тарас, увидев, как его сын рубит казаков, приказывает заманить Андрия к лесу. Андрий гонится за одним из запорожцев, но в лесу натыкается на отца и не решается поднять на него руку. Тарас убивает сына-предателя из пищали со словами «Так продать? продать веру? продать своих? Я тебя породил, я тебя и убью!» Поляки получили подкрепление, и казацкий полковник устремляется на помощь своим людям. В бою поляки наносят поражение казакам и берут в плен Остапа. Израненного Тараса, которого поляки в бою оглушают, казаки привозят в Сечь. Оправившись, Тарас встречает Янкеля, знакомого еврея, которого он ранее спас во время еврейского погрома на Сечи, и с его помощью пробирается в Варшаву, куда повезли Остапа и других пленных казаков. Тарас хочет вызволить Остапа, но успевает увидеть только его страшную казнь. Остап мужественно переносит все муки, причиняемые ему палачом, и погибает с достоинством.
Через некоторое время обнаруживается, что Эльжбета успела забеременеть от Андрия. Она рожает мальчика, умирая при родах. Воевода Мазовецкий заносит над своим новорождённым внуком, явившимся причиной гибели его дочери, саблю, но не решается убить ребёнка.
Позже Тарас жестоко мстит полякам за разграбление и унижение родной земли и смерть сына. Но польское войско во главе с гетманом Потоцким, превосходящее во много раз отряд Тараса, окружает его. Тарас с немногими уцелевшими казаками мог бы вырваться из окружения, но, понимая, что он является основной целью поляков, лично даёт последний бой целому войску, позволяя товарищам уйти. При этом атаман теряет трубку и попадает в плен к гетману. Казаки переправляются через Днестр и с другого берега наблюдают за судьбой Тараса Бульбы. Поляки сжигают Тараса живьём на костре, но и во время страшной казни Тарас остаётся патриотом своей земли и приверженцем своей веры.
Последняя сцена фильма — год спустя, запорожское конное войско идёт в атаку.

## В ролях
- Богдан Ступка — Тарас Бульба[3]
- Магдалена Мельцаж — Эльжбета Мазовецкая (панночка)[3]
- Любомирас Лауцявичюс — воевода Мазовецкий
- Игорь Петренко — Андрий[3]
- Ада Роговцева — жена Тараса Бульбы
- Владимир Вдовиченков — Остап[3]
- Кшиштоф Гоштыла[пол.] — Касневский
- Даниэль Ольбрыхский[3] — Красневский
- Тадеуш Парадович[пол.] — польский полковник
- Юрий Беляев — Кирдяга, кошевой атаман
- Михаил Боярский — Мосий Шило
- Сергей Дрейден — Янкель
- Владимир Ильин — прежний кошевой атаман
- Лесь Сердюк — есаул Дмитро Товкач
- Александр Дедюшко — Степан Гуска (озвучил Евгений Дятлов)
- Иван Краско — Касьян Бовдюг
- Матлюба Алимова — Татарка, служанка панночки
- Борис Хмельницкий — Бородатый (озвучил Никита Джигурда)
- Пётр Зайченко — Метелица
- Станислав Соколов — писарь
- Остап Ступка — Вертихвост

Текст от автора читает Сергей Безруков.

## Съёмочная группа
- Автор сценария: Владимир Бортко
- Режиссёр: Владимир Бортко
- Продюсеры: Антон Златопольский, Рубен Дишдишян
- Исполнительный продюсер: Александр Потемкин
- Оператор-постановщик: Дмитрий Масс
- Художники-постановщики: Сергей Якутович, Владимир Светозаров, Марина Николаева
- Композитор: Игорь Корнелюк
- Постановка трюков: Ник Пауэлл
- Визуальные эффекты: студия «Бегемот»

## Призы и награды
- Коммунистическая партия Украины: премия имени В. И. Ленина Владимиру Бортко «за высокохудожественное воплощение в киноискусстве идеалов дружбы украинского и русского народов, пропаганду общего исторического и культурного наследия в кинофильме „Тарас Бульба“»[4].
- XVII фестиваль «Виват, кино России!»: приз зрительских симпатий; актёр Игорь Петренко удостоен приза «За лучшую мужскую роль»[5][6].
- XVIII Международный кинофорум «Золотой витязь», Липецк, 31 мая 2009 года: гран-при «за вдохновенную экранизацию повести Гоголя „Тарас Бульба“»; диплом «За лучшую главную мужскую роль» Богдану Ступке; диплом «За лучшую мужскую роль второго плана» Сергею Дрейдену[7][8].
- Всероссийский актёрский кинофестиваль «Созвездие», Тверь, 2009: приз «За лучшую эпизодическую роль» Лесю Сердюку[9].
- VII Международный фестиваль военного кино имени Ю. Н. Озерова, Ростов-на-Дону, 27 октября 2009: «Гран-при», приз «За лучшую мужскую роль» Богдану Ступке.
- Премия «Золотой Орёл» за 2009 год в категориях: «За лучшую мужскую роль» Богдану Ступке, «За лучшую работу художника-постановщика», «За лучшую работу художника по костюмам».
- Премия «Блокбастер» — бокс-офис 17,04 млн долларов США и лидер продаж DVD.
- «Золотая медаль» лучшему режиссёру 2009 года — Владимиру Бортко,; «Золотая медаль» лучшему кинокомпозитору 2009 года — Игорю Корнелюку за фильм «Тарас Бульба» — Петербургская федерация кинопрессы.
- «Золотой Прометей» за лучший трюковой художественный фильм на Московском Международном фестивале трюкового искусства и кино «Прометей — 2010».

## Отличия от первоисточника
- В книге у города Дубно происходят два сражения казаков с поляками, в фильме — только одно.
- В фильме Владимира Бортко польская панночка, дочь воеводы Мазовецкого, носит имя Эльжбета, между тем как в повести Николая Гоголя она нигде по имени не называется и везде зовётся просто «панночкой» (фамилии Мазовецкий вообще нет в книге). В повести Н. В. Гоголя панночка является дочерью ковенского воеводы, а в последний раз упоминается перед решающей битвой у крепости Дубно, дальнейшая её судьба не раскрывается, нет беременности и ребёнка.
- В повести Н. В. Гоголя часто встречаются антисемитские высказывания из уст казаков, в том числе самого Тараса: «Ты и Христа распял, проклятый Богом человек! Я тебя убью, сатана» и тому подобные. В фильме все они сглажены из соображений «политкорректности».
- В книге отсутствует нападение поляков на хутор Тараса и убийство ими его жены.
- В книге нет эпизода, в котором воевода настаивает на присутствии дочери при казни пленённых казаков, говоря ей: «Нам это нужно! Мне это нужно!».
- В фильме Андрiй насилует панночку. Пользуясь её подавленным состоянием и голодным бессилием, он безжалостно, ножом срезает с неё одежду и овладевает. В книге отсутствует этот жестокий момент.
- В фильм не вошла фраза про «бочонок золотых цехинов», награбленных казаками, а также описания жестокостей казаков (сдирание кожи с ног пленников, отрезание польским женщинам грудей, сожжение польских женщин с детьми живьём).
- В повести нет подробного описания пыток, которым были подвергнуты пленные казаки во главе с Остапом. Н. В. Гоголь лишь пишет: «Не будем смущать читателей картиною адских мук, от которых дыбом поднялись бы их волоса. Они были порождение тогдашнего грубого, свирепого века, когда человек вёл ещё кровавую жизнь одних воинских подвигов и закалился в ней душою, не чуя человечества». В фильме же показаны следующие виды пыток и казней: четвертование, «Медный бык», колесование, повешение за ребро на крюк.
- В повести Тарас и его дети намного младше своих киногероев.

## Съёмки
Съёмки картины были завершены в ноябре 2008 года. Премьера фильма состоялась 2 апреля 2009 год, на следующий день после юбилейной даты — 200-летия Николая Васильевича Гоголя, которое отмечалось в 2009 году с участием ЮНЕСКО.
Съёмки фильма велись в России (на киностудии «Ленфильм»), на Украине (Крым, остров Хортица в Запорожье, Каменец-Подольский, Киев, Хотин и др.), в Польше (Вроцлав); начавшись в феврале 2007 года, они продолжались девять месяцев. Батальные сцены, которых в фильме насчитывается пять, снимались в основном в Каменце-Подольском и Хотине. В фильме принимали участие 1000 участников массовых съёмок, 150 лошадей и около 100 каскадёров. Также в фильме свои последние роли сыграли Лесь Сердюк, Борис Хмельницкий и Александр Дедюшко (двое последних не дожили до премьеры).
Со 2 апреля по 9 мая фильм в кинотеатрах СНГ посмотрело 3 737 647 человек (статистика дана без учёта кинотеатров Украины).

## Реакция

### Украина
Ряд украинских политиков и журналистов подвергли фильм «Тарас Бульба» критике политического характера. Критика фильма в СМИ Украины касалась избрания Владимиром Бортко за основу постановки «более политизированной» второй редакции «Тараса Бульбы» от 1842 года, а не первой редакции 1835 года. Во второй редакции в тексте встречались понятия «Русская земля», «Русский народ», «Русь», что якобы «говорит об изначальном настрое режиссёра на державный вариант интерпретации повести Гоголя». Упоминания о том, что запорожские казаки погибают за «русскую землю» (текст Н. В. Гоголя в редакции 1842 года), вызвали у обозревателя «Зеркала недели» Олега Вергелиса ассоциации, что «мастеровитою рукою режиссёр прошивает ну уже такой триколорный идеологический „шов“ по заказу телеканала „Россия“, что просто грустишь […] подход у него к этому материалу с некой виноватой профессорской миной: никого бы не обидеть, всем бы понравилось в Госдуме, всем бы „зачет“ выставить…». Министр культуры и туризма Украины Василий Вовкун заявил, что «в фильме режиссёра Владимира Бортко „Тарас Бульба“ российский империализм предстал в новом обличии через Гоголя», «фильм является заказным», при этом направленным «и против украинства, и против Польши». Лидер Всеукраинского объединения «Свобода» Олег Тягнибок и вовсе назвал фильм «московской пропагандой» и продуктом информационной войны против Украины.
В то же время писатель Олесь Бузина написал о фильме, что «официозная киевская пресса от газет и журналов до вскормленных грантами сайтов устроила „Тарасу Бульбе“ и Владимиру Бортко настоящую травлю» и «это не просто хорошее кино. Это ещё и кино о нас. О наших предках. О конфликтах, веками сжигающих Украину. О настоящих запорожцах, сражавшихся за Русь и православие, а не за ющенковский учебник истории, где они обструганы под натовское „миротворчество“ и идею „евроинтеграции“».
В 2008 году на Украине в сжатые сроки была снята собственная 63-минутная низкобюджетная версия «Тараса Бульбы» (режиссёры Пётр Пинчук и Евгений Березняк, в главной роли М. Голубович), которая так и не вышла в кинопрокат, но демонстрировалась на телевидении и тиражировалась на DVD. Аннотация к DVD сообщала, что фильм — «первое осуществление на экране знакового произведения Гоголя».
22 декабря 2014 года Госкино Украины объявило о запрете показа фильма на территории Украины, обвинив его создателей в дискредитации украинской национальной идеи и заявив, что он может навредить национальным интересам Украины.

### Израиль
Оригинальное произведение Гоголя содержит сцены еврейского погрома, герои произведения и его автор дают зачастую нелестные характеристики украинским и польским евреям. Однако, по словам Давида Шехтера, обозревателя 9-го канала телевидения Израиля, писателя и главного редактора газеты «Менора», в фильме подобных явлений практически не встречалось, кроме сцен с разгромом безлюдных домов:

[…] по отношению к евреям в фильме имеются отступления — и неоднократные — от позиции Гоголя. Да, Янкель выглядит в нём малосимпатичным, трусливым человеком. Но того презрения, которым напоена книга Гоголя, в фильме нет и в помине. Бортко не может пропустить в фильме погром, ведь тогда пропадет начало сюжетной линии, связывающей Бульбу с Янкелем. Но призыв «перевешать всю жидову» в фильме отсутствует, как отсутствует и убийство евреев. Режиссёр ограничивается тем, что показывает трёх стремительно убегающих евреев, а затем — казаков, крушащих безлюдные дома. Казаки бьют посуду, ломают мебель, пьют горилку из кувшинов и даже лакают её, засовывая голову в бочку. Но и только. Ни призывов к убийству, ни самого убийства в фильме нет.

Упрёки с украинской стороны Шехтер назвал необоснованными, сказав, что Бортко придерживался авторского текста и позиции Гоголя:

[…] великорусская позиция, в которой обвиняют Бортко украинцы, принадлежит вовсе не режиссёру, а самому Гоголю. Для патриотов молодого украинского государства, стремящегося сегодня как можно быстрее сформировать собственную национальную культуру и избавиться от русского влияния, это, конечно, очень обидно. Но делать тут нечего — что написано, то написано. И Бортко, в точности придерживающегося авторского текста и позиции Гоголя, винить не в чем.

### Польша
Польские СМИ отмечали, что роман переводился на польский всего два раза (в 1850 и 2002 годах), поскольку воспринимался поляками как откровенно антипольский. В 1970-е годы Сергей Бондарчук хотел экранизировать «Тараса Бульбу», предлагая на главную роль Марлона Брандо, однако МИД СССР заблокировал этот проект, опасаясь негативной реакции в самой ПНР.
Кинокритик Себастьян Хосиньский остался разочарован экранизацией Бортко, поскольку ожидал, что картина по накалу страстей как минимум не уступит сериалу «Огнём и мечом» Ежи Гофмана. Он раскритиковал актёрскую игру, выделив только Богдана Ступку, благодаря харизме которого у зрителя иногда «мурашки бежали по коже». Также он подверг критике слабые батальные сцены, которые не спасались ни «гектолитрами крови», ни «иногда летящими в воздухе частями тел», и достаточно примитивно показанную любовную историю. Образ поляков, по его мнению, не отличался от продемонстрированного в фильме «1612».